# Baía do Filipe
A baía do Filipe é uma baía portuguesa localizada na freguesia da Luz, no concelho de Santa Cruz da Graciosa, ilha Graciosa, Açores.
Esta baía de apreciáveis dimensões que se localiza entre a ponta Branca e a baía da Folga tem as suas vertentes costeiras formadas por escoadas de lava a que a abrasão marinha foi desmantelando dando origem a uma costa agreste e selvagem.